# تاتيانا بلاس
تاتيانا بلاس (بالبرتغالية: Tatiana Blass‏) هي فنانة برازيلية، ولدت في 1979 في ساو باولو في البرازيل.

## وصلات خارجية
- الموقع الرسمي